# Marcelo Rosa da Silva
Marcelo Rosa da Silva (nacido el 29 de enero de 1976) es un exfutbolista brasileño que se desempeñaba como centrocampista.
Jugó para clubes como el Internacional, Flamengo y Cerezo Osaka.

## Trayectoria

### Clubes
| Club          | País   | Año         |
| ------------- | ------ | ----------- |
| Internacional | Brasil | 1995 - 1998 |
| Flamengo      | Brasil | 1999        |
| Internacional | Brasil | 2000 - 2001 |
| Cerezo Osaka  | Japón  | 2001        |